# 首掛け景品
首掛け景品（くびかけけいひん）とは、飲料のペットボトルや瓶の首部分（キャップなどの下部分）に袋に入れた状態で引っ掛けられた粗品のこと。景品表示法で定める総付景品の一種であり、景品の価格の上限は取引額の10分の2の金額（この額が200円未満となる場合は200円）と定められている。ボトルキャップやコースター、フィギュアなどが景品となることが多く、コレクションとして収集するため商品を継続的に購入してもらうことを狙いとしている。1本に1個もれなく付いてくる景品であるため、ベタ付景品、オンパック景品などとも呼ばれている。